# Maylandia

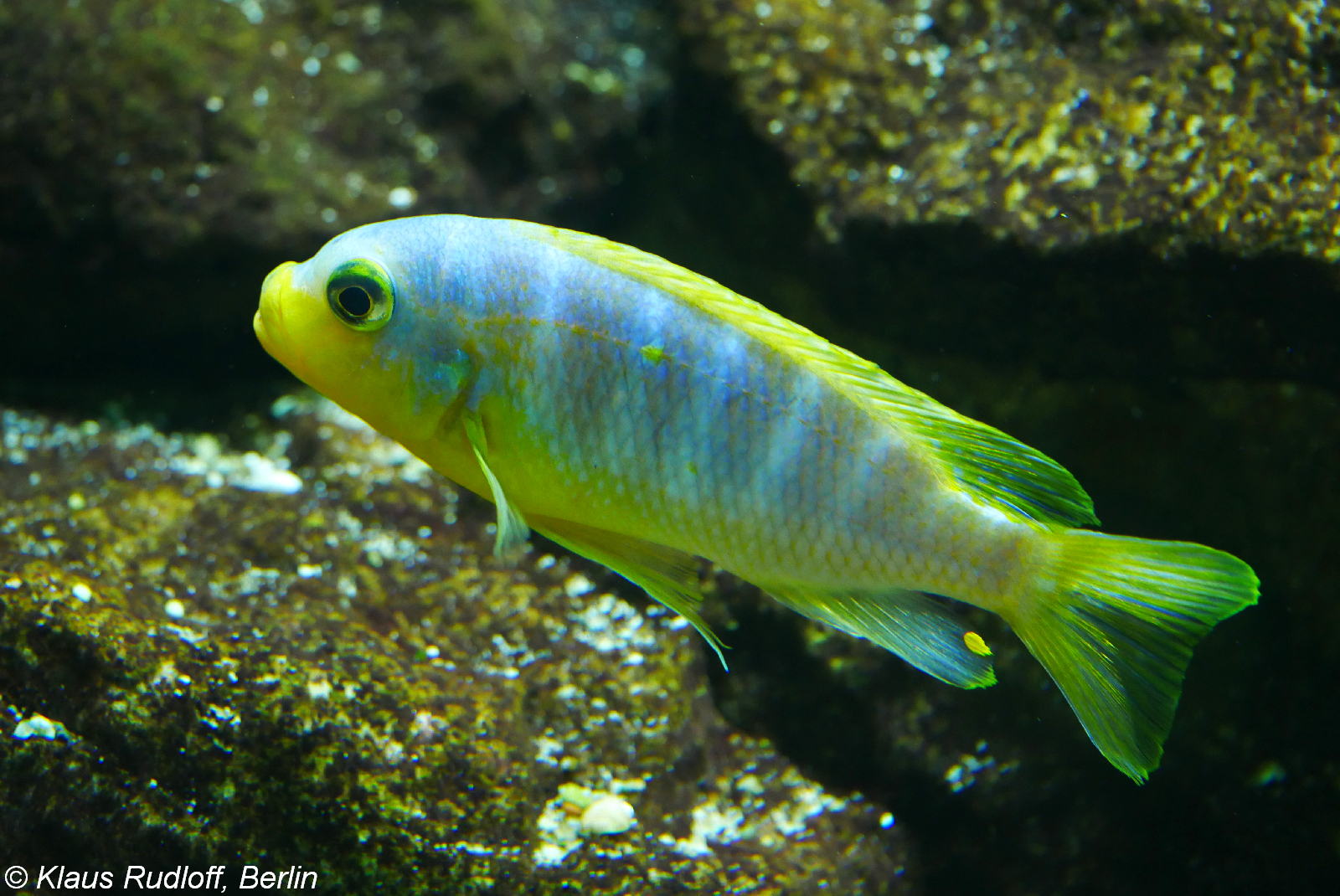
Maylandia aurora

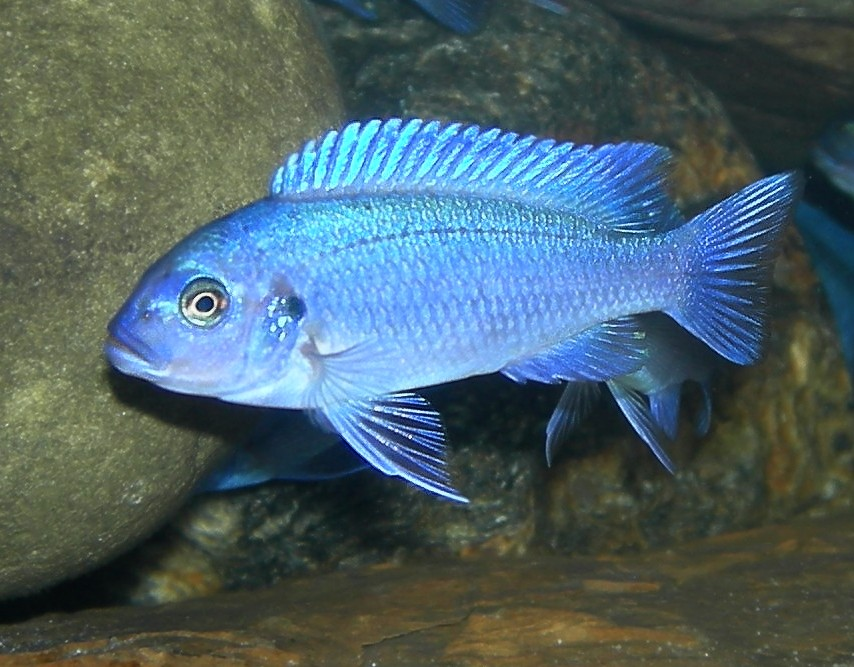
Maylandia callainos

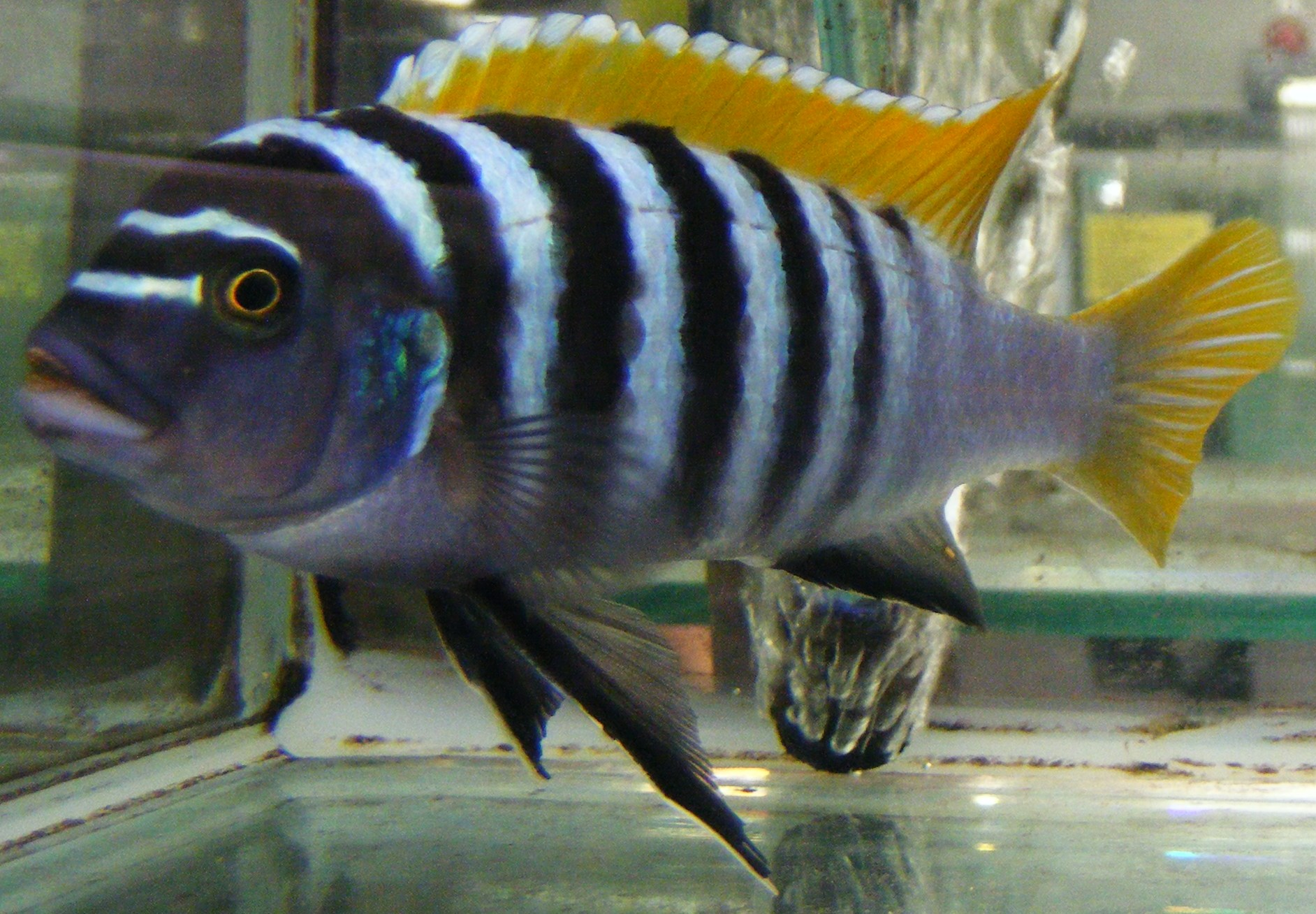
Maylandia emmiltos

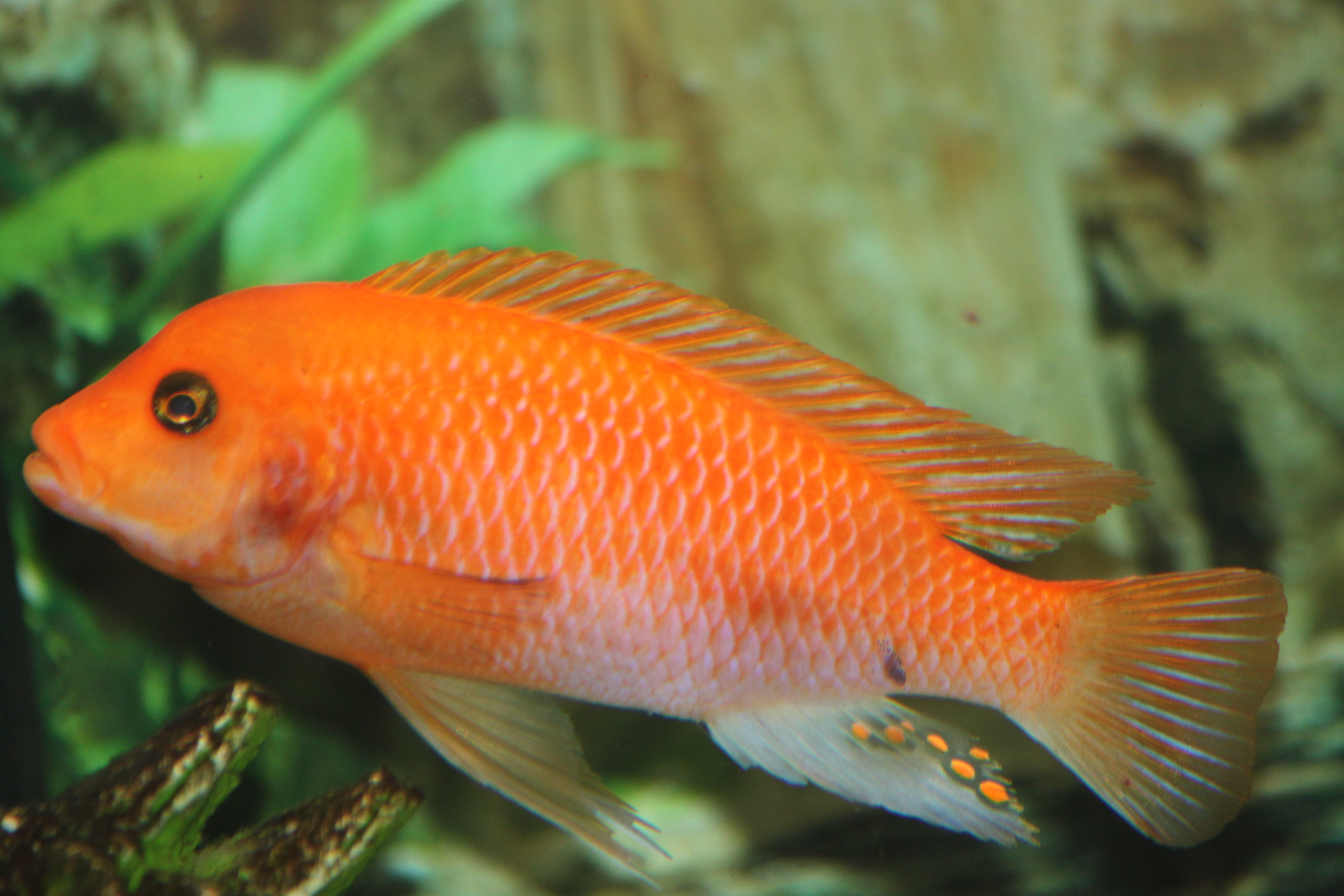
Maylandia estherae

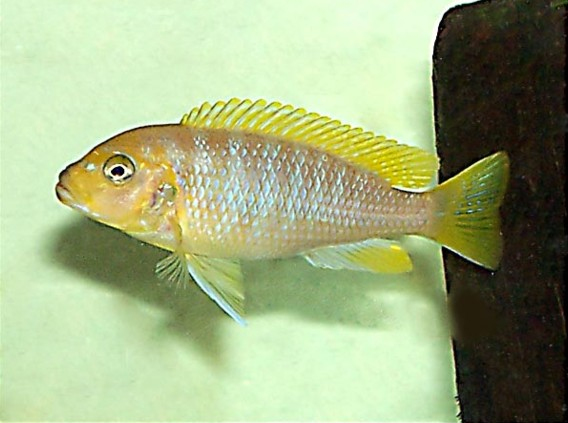
Maylandia hajomaylandi

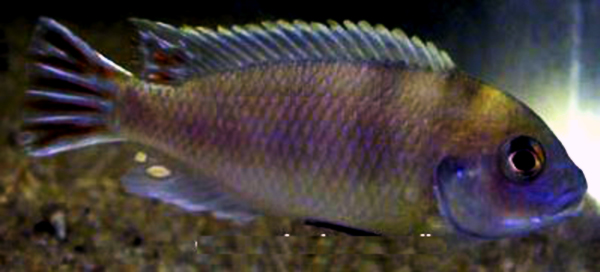
Maylandia livingstonii

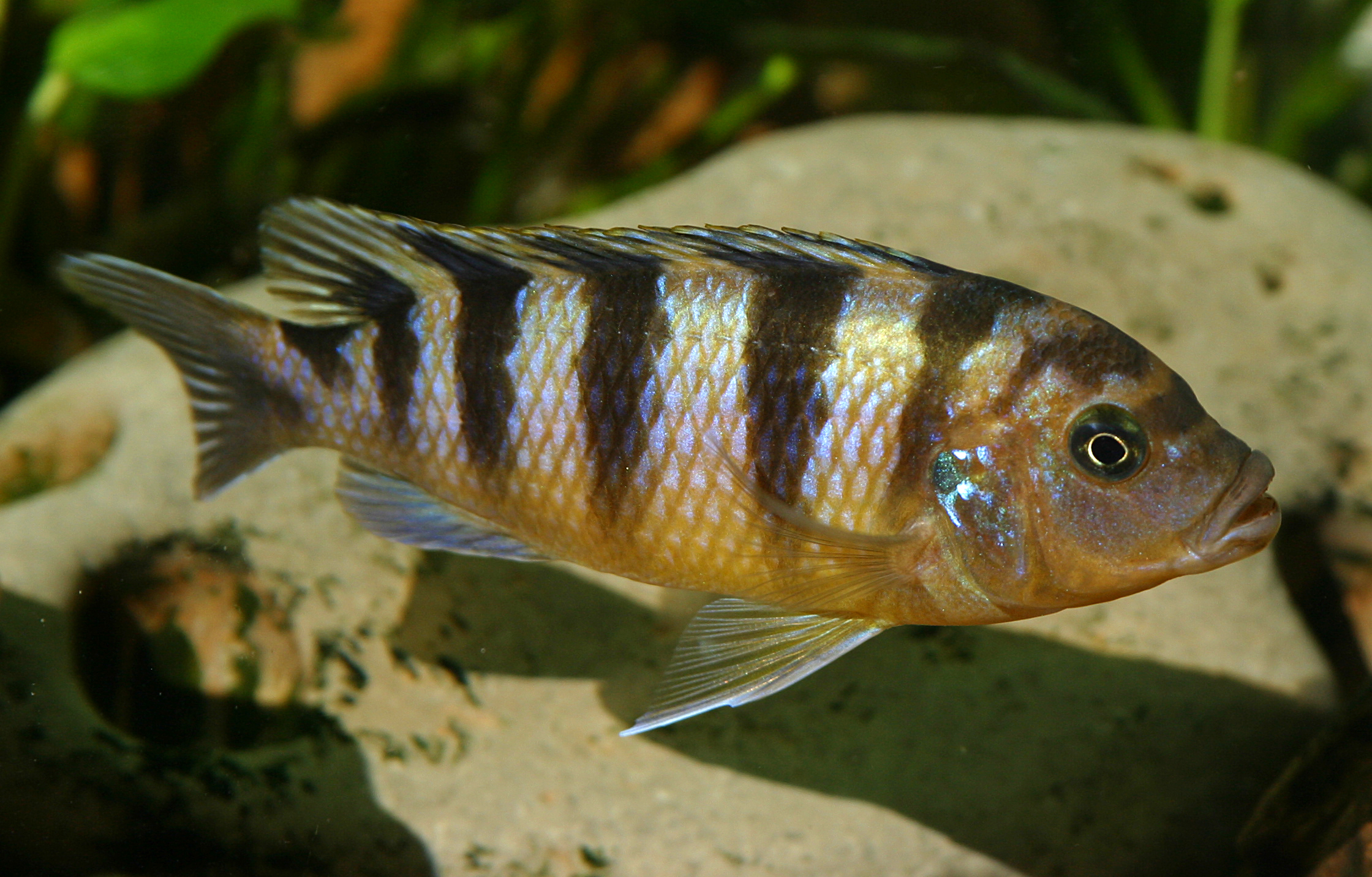
Maylandia lombardoi

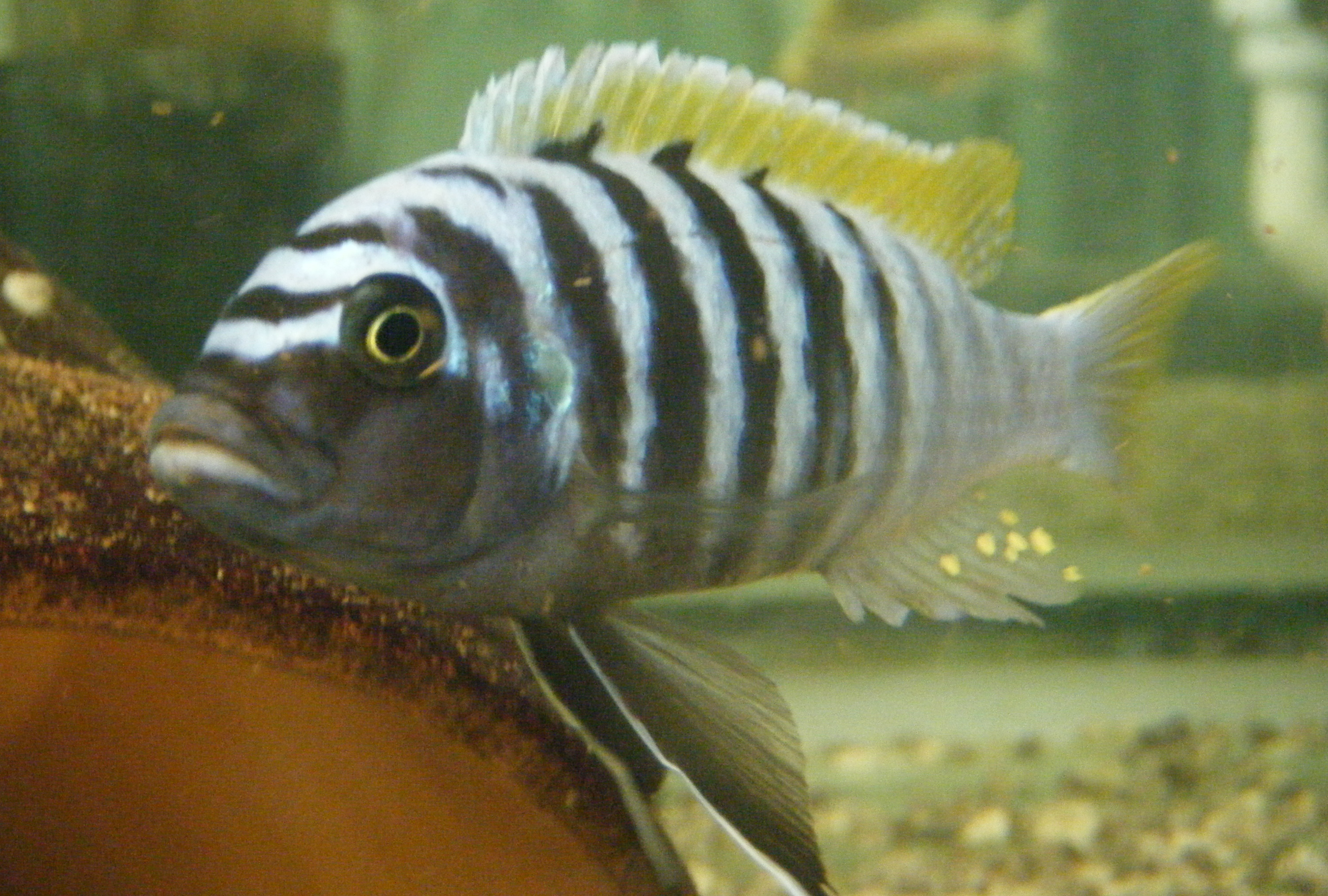
Maylandia pyrsonotos

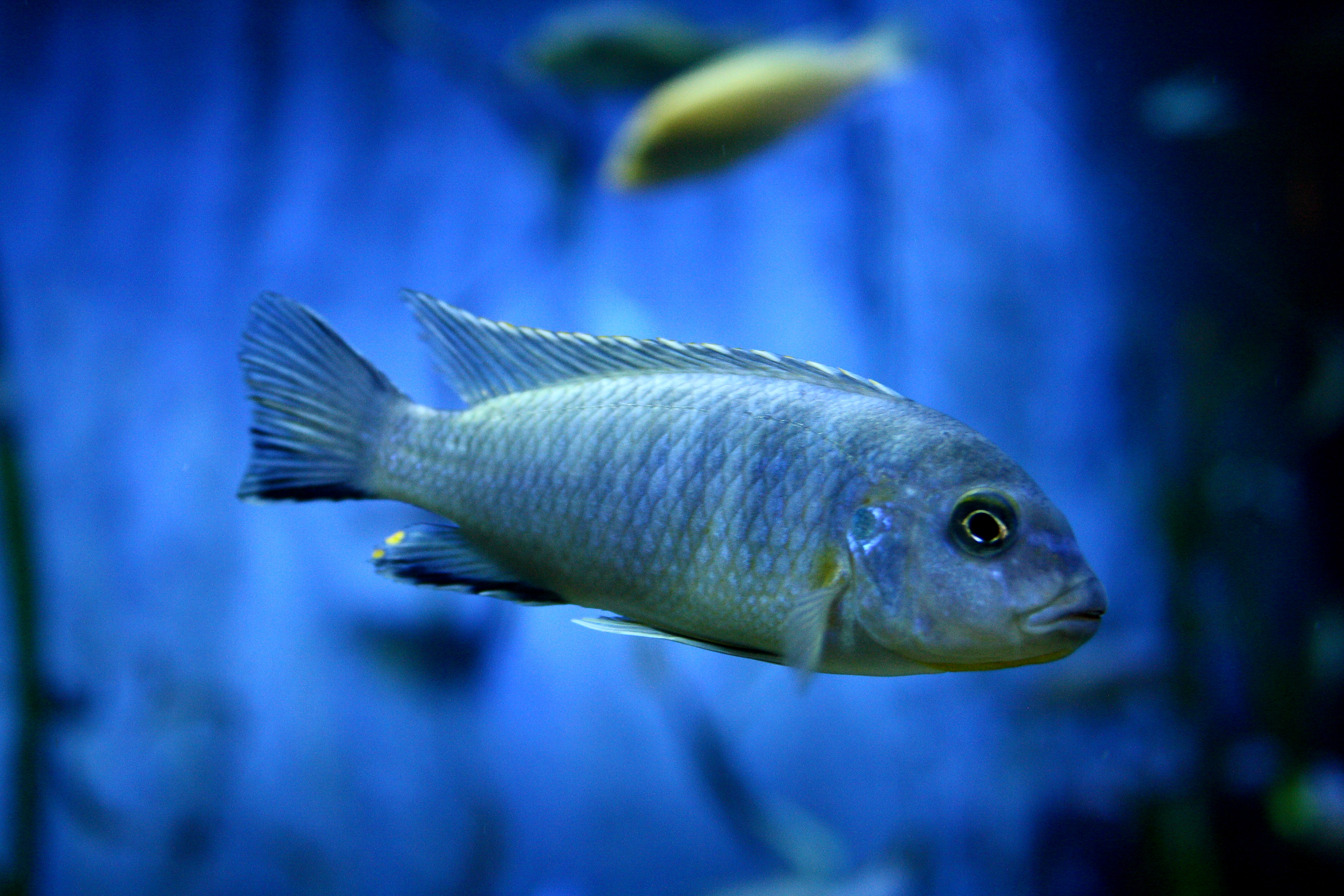
Maylandia zebra

Maylandia (Dedikationsname zu Ehren von Hans J. Mayland, Autor aquaristischer Sachbücher) ist eine der bekanntesten Gattungen der zu den Buntbarschen (Cichlidae) gehörenden Mbuna. Die Arten der Gattung leben in der Natur ausschließlich im Malawisee (der in Tansania und Mosambik Njassasee genannt wird) und zum Großen Afrikanischen Grabenbruch gehört, sowie im Malombesee und dem Shire River, der die beiden Seen verbindet. 

## Merkmale
Maylandia-Arten werden bis zu etwa 20 Zentimeter lang, ihre Schwanzflosse endet gerade abgeschnitten. Sie haben eine mäßig steile Stirn, eine Verdickung im Knochen des nasenartigen Schädelfortsatzes und einen Unterkiefer mit einem charakteristischen Winkel zur Horizontalachse. Außerdem sind alle Arten durch ihr Fressverhalten gekennzeichnet, indem sie ihr endständiges Maul gegen die Unterlage pressen von der sie Aufwuchs abraspeln. Von Arten mit ähnlichem Fressverhalten sind sie durch eine andere Bezahnung unterscheidbar. Männliche Maylandia in Balzstimmung sind intensiv gefärbt, von manchen Arten haben die Weibchen eine völlig andere Färbung oder es gibt davon Morphen, die z. B. gescheckt (sogenannte OB-Morphen von 'orange blotched') oder einfarbig orange (O-Morphen) sein können. Gescheckte Männchen (sogenannte 'Marmalade Cats') sind in der Natur äußerst selten, während sie in der Aquarienhaltung durch Auslesezucht verstärkt vermehrt werden. In der Afterflosse können beide Geschlechter Eiflecke tragen, die von einem transparenten Rand umgeben sind. Bei den weiblichen Tieren sind die Eiflecke meist kleiner oder weniger leuchtend, ihre Anzahl ist geringer, sie können auch fehlen. Die Beschreibung mancher Arten wird von anderen Autoren teils deshalb nicht anerkannt, weil sie andere Artkonzepte vertreten. Manche Autoren betrachten geographische Varianten als eigenständige Arten, die andere nicht einmal als Unterarten akzeptieren.

## Fortpflanzung
Alle Maylandia-Arten sind Maulbrüter. Die Männchen sind polygam. Vor der Paarung bereitet das Männchen bei den meisten Arten einen flachen Stein durch Putzen als Laichplatz vor. Mit flatternden Bewegungen, bei denen besonders die mit den Eiflecken versehen Afterflosse präsentiert wird, wirbt es um das Weibchen. Nach Ansicht mancher Autoren wählen die Weibchen das für sie passende Männchen nach optischen Gesichtspunkten aus (Visual Mate Recognition System). Andere Autoren sind hingegen der Ansicht, dass die Weibchen die zu ihnen passenden Männchen aufgrund von Lautäußerungen unterscheiden können. In jedem Fall wird dadurch in der Regel sowohl die Hybridisierung verhindert, als auch Aspekte der gesundheitlichen Fitness des potentiellen Partners und damit der höheren Wahrscheinlichkeit für gute Gene gewählt. Während und unmittelbar nach dem Ablaichen nimmt das Weibchen die Eier, teilweise noch vor der Befruchtung ins Maul. Die im Maul befindlichen Eier werden erst besamt, wenn das Weibchen nach den Eiflecken auf der Afterflosse des Männchens schnappt, das dabei Sperma ausstößt. Die Jungen schlüpfen nach etwa drei Wochen und werden meist noch mehrere Tage bewacht und dann bei Gefahr und nachts wieder ins Maul aufgenommen.

## Arten
Zu Maylandia gehören über 30 Arten:
- Maylandia aurora (Burgess, 1976)
- Maylandia barlowi (Mckaye & Stauffer, 1986)
- Maylandia benetos (Stauffer, Bowers, Kellogg & McKaye, 1997)
- Maylandia callainos (Stauffer & Hert, 1992)
- Maylandia chrysomallos (Stauffer, Bowers, Kellogg & McKaye, 1997)
- Maylandia cyneusmarginata (Stauffer, Bowers, Kellogg & McKaye, 1997)
- Maylandia emmiltos (Stauffer, Bowers, Kellogg & McKaye, 1997) wird mitunter als, Synonym zu M. zebra angesehen.
- Maylandia estherae (Konings, 1995)
- Maylandia fainzilberi (Staeck, 1976)
- Maylandia flavicauda Li, Konings & Stauffer, 2016
- Maylandia flavifemina (Konings & Stauffer, 2006)
- Maylandia gallireyae (Miller et al., 2021)[6]
- Maylandia glaucos (Ciccotto, Konings & Stauffer, 2011)
- Maylandia greshakei (Meyer & Foerster, 1984)
- Maylandia hajomaylandi (Meyer & Schartl, 1984)
- Maylandia koningsi Stauffer, 2018
- Maylandia lanisticola (Burgess, 1976), Syn.: Metriaclima lanisticola, Pseudotropheus lanisticola, wird mitunter als Synonym zu M. livingstonii angesehen.
- Maylandia lombardoi (Burgess, 1977)
- Maylandia lundoense (Stauffer et al., 2013)
- Maylandia mbenjii (Stauffer, Bowers, Kellogg & McKaye, 1997)
- Maylandia melissa (Stauffer & Konings, 2023)[7]
- Maylandia midomo (Stauffer et al., 2013)
- Maylandia mossambica (Ciccotto, Konings & Stauffer, 2011)
- Maylandia ngarae (Miller et al., 2021)[6]
- Maylandia nigrodorsalis (Stauffer et al., 2013)
- Maylandia nkhunguensis (Ciccotto, Konings & Stauffer, 2011)
- Maylandia pambazuko (Stauffer et al., 2013)
- Maylandia phaeos (Stauffer, Bowers, Kellogg & McKaye, 1997)
- Maylandia pulpican (Tawil, 2002)
- Maylandia pursa (Stauffer, 1991) wird mitunter als Synonym zu M. livingstonii angesehen.
- Maylandia pyrsonotos (Stauffer, Bowers, Kellogg & McKaye, 1997) wird mitunter als Synonym zu M. zebra angesehen.
- Maylandia sciasma (Ciccotto, Konings & Stauffer, 2011)
- Maylandia tarakiki (Stauffer et al., 2013)
- Maylandia usisyae Li, Konings & Stauffer, 2016
- Maylandia xanstomachus (Stauffer & Boltz, 1989)
- Maylandia xanthos (Ciccotto, Konings & Stauffer, 2011)
- Blauer Malawibuntbarsch (Maylandia zebra Boulenger, 1899)

Neben den anerkannten Arten gibt es viele noch unbeschriebenen Formen, die unter Aquarianern unter Trivialnamen wie z. B. Maylandia sp. "zebra gold" bekannt sind.

## Taxonomie
Der Name Maylandia wurde im Jahr 1984 zur Bezeichnung einer Untergattung von Pseudotropheus eingeführt, dann aber durch die Beschreibung von Metriaclima durch Stauffer et al. automatisch in den Rang einer Gattung erhoben. Stauffer und Kollegen sind in dieser Arbeit der Meinung, dass Maylandia keine gültige Gattung sei (nomen nudum), weil die Originalbeschreibung nach ihrer Meinung nicht die Kriterien der International Commission on Zoological Nomenclature (ICZN) für neue Taxa erfüllt. Dem wurde aber von verschiedenen Ichthyologen widersprochen, sie betrachten Metriaclima als jüngeres Synonym von Maylandia. Seither sind die Lager geteilt, was sich auch im Internet niederschlägt. Sowohl Maylandia als auch Metriaclima finden sich auf mehreren 10.000 Seiten. Sowohl bei Fishbase als auch im Catalog of Fishes wird derzeit der Name Maylandia verwendet.